# Théodore Rousseau

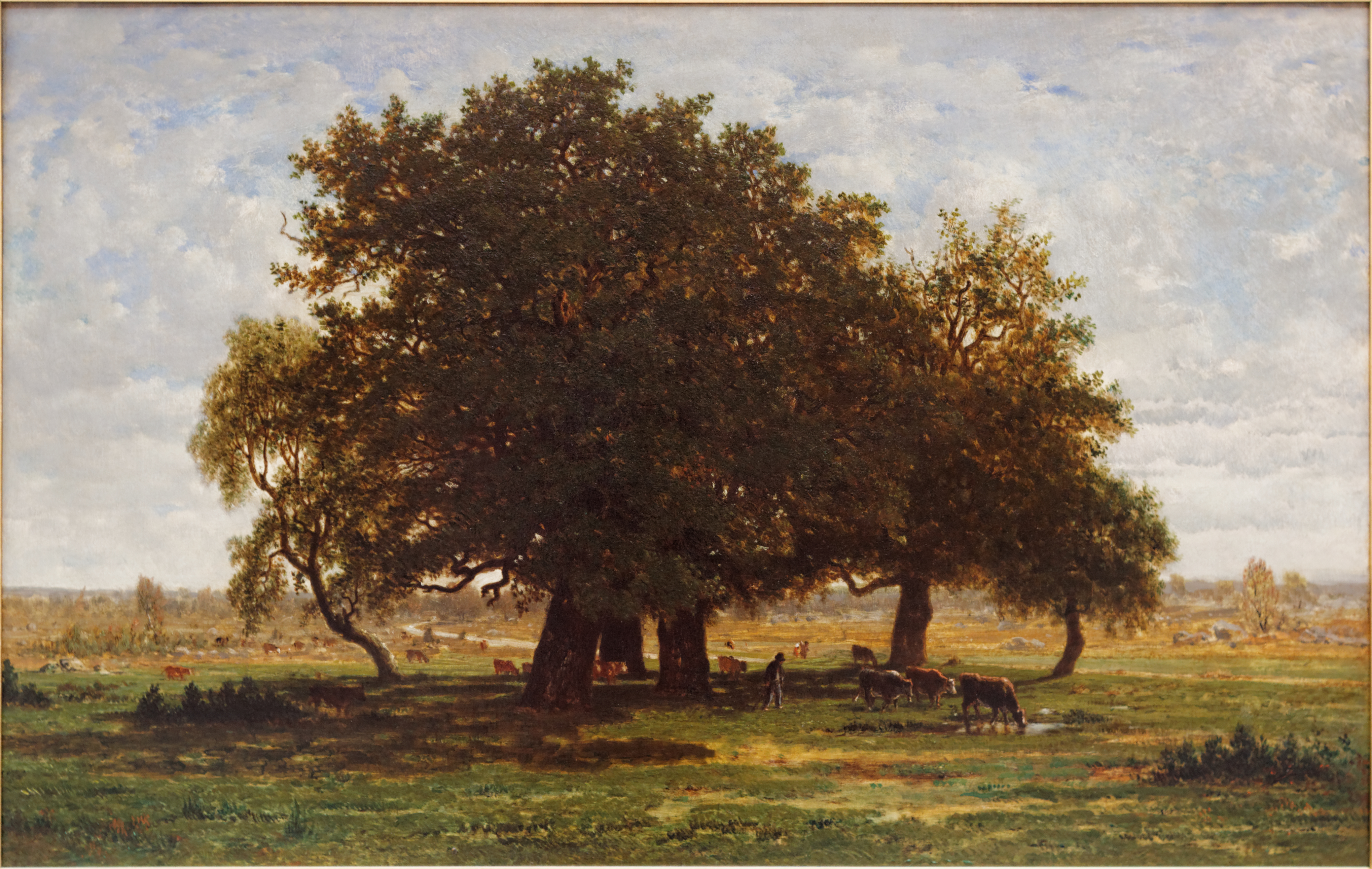
Dęby w Apremont, 1852

Théodore Rousseau (ur. 15 kwietnia 1812 w Paryżu, zm. 22 grudnia 1867 w Barbizon) – malarz i grafik francuski. 
Rousseau to autor takich dzieł jak Telegraf z Montmartre (1826), Dolina Tiffange (1837), Aleja kasztanowa (1837). W swojej twórczości Rousseau starał się zerwać z panującym wówczas akademizmem, przez co stał się obiektem licznych krytyk konserwatystów. Inicjator i przywódca grupy barbizończyków. Uznanie zdobył dopiero po 1848. Obecnie jego styl malowania krajobrazów jest uznawany za zapowiedź impresjonizmu.